# Bridgewater Treatises

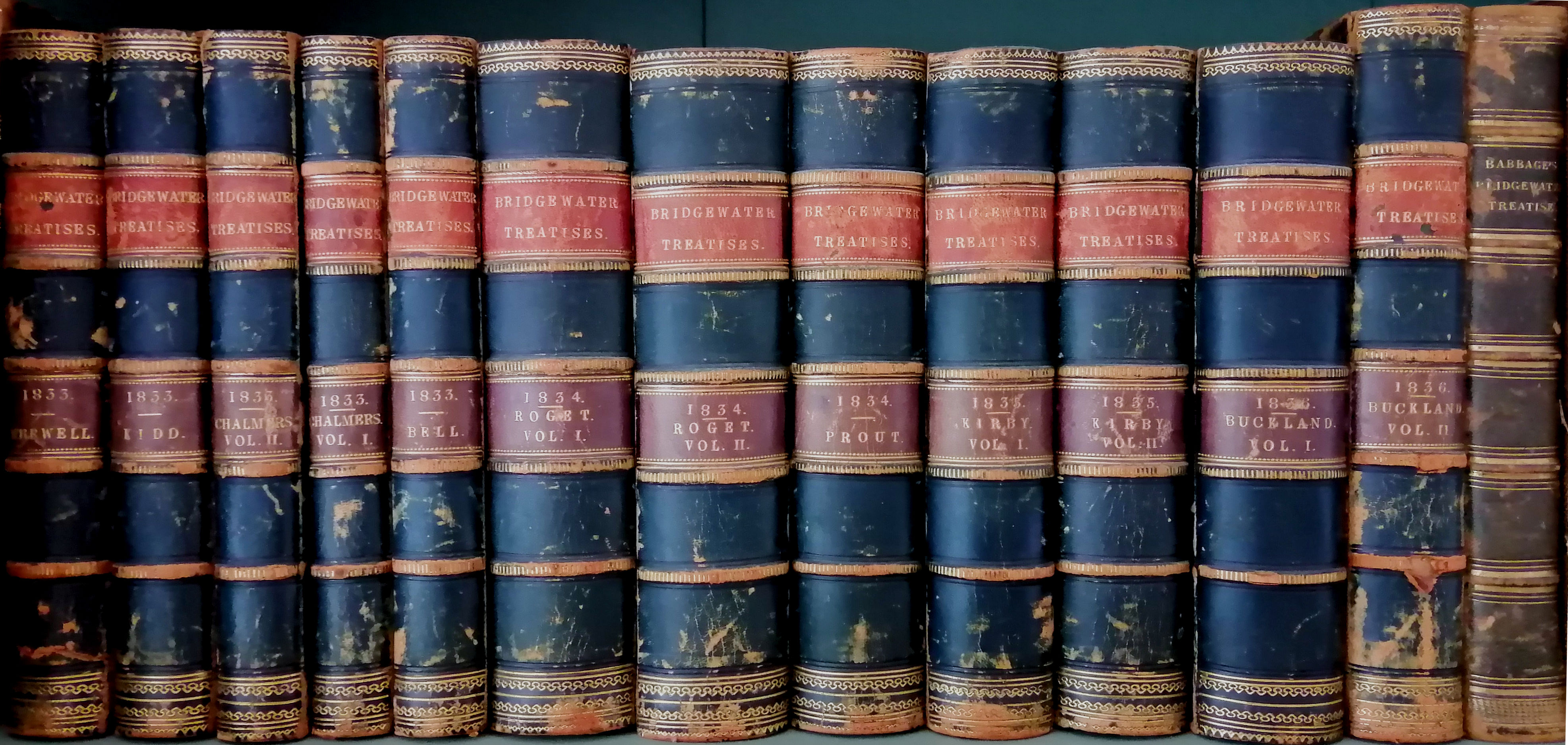
Bände der Bridgewater Treatises, zusammen mit Charles Babbage's Ninth Bridgewater Treatise

Die Bridgewater Treatises sind eine achtbändige, von 1833 bis 1836 erschienene, Reihe naturtheologischer Traktate, die von Francis Egerton, 8. Earl of Bridgewater, initiiert wurden.

## Traktate
Originalausgaben
- The Bridgewater treatises on the power, wisdom and goodness of God, as manifested in the creation. 8 Bände, William Pickering, London 1833–1836:
  - Band 1: Thomas Chalmers: On the power, wisdom, and goodness of God as manifested in the adaptation of external nature to the moral and intellectual constitution of man. 2 Bände, William Pickering, London 1833 (Band 1, Band 2).
  - Band 2: John Kidd: On the adaptation of external nature to the physical condition of man: principally with reference to the supply of his wants and the exercise of his intellectual faculties. William Pickering, London 1833 (Digitalisat).
  - Band 3: William Whewell: Astronomy and general physics considered with reference to natural theology. William Pickering, London 1833 (Digitalisat).
  - Band 4: Charles Bell: The hand. Its mechanism and vital endowments as evincing design. William Pickering, London 1833 (Digitalisat).
  - Band 5: Peter Mark Roget: Animal and vegetable physiology considered with reference to natural theology. 2 Bände, William Pickering, London 1834 (Band 1, Band 2).
  - Band 6: William Buckland: Geology and mineralogy considered with reference to natural theology. 2 Bände, William Pickering, London 1836 (Band 1, Band 2).
  - Band 7: William Kirby: On the power, wisdom and goodness of God as manifested in the creation of animals and in their history, habits and instincts. 2 Bände, William Pickering, London 1835 (Band 1, Band 2).
  - Band 8: William Prout: Chemistry, meteorology and the function of digestion considered with reference to natural theology. William Pickering, London 1835 (Digitalisat).

Deutsche Übersetzungen
- Die Natur, ihre Wunder und Geheimnisse, oder die Bridgewater-Bücher. 9 Bände, Paul Neff, Stuttgart 1836–1838:
  - Band 1: Charles Bell: Die menschliche Hand und ihre Eigenschaften. Paul Neff, Stuttgart 1836 (Digitalisat, Digitalisat) – übersetzt von Hermann Hauff.
  - Band 2: William Prout: Chemie, Meteorologie und verwandte Gegenstände, als Zeugnisse für die Herrlichkeit des Schöpfers. Paul Neff, Stuttgart 1836 (Digitalisat) – übersetzt von Gustav Plieninger (1808–1886).
  - Band 3: Peter Mark Roget: Die Erscheinungen und Gesetze des Lebens, oder populäre vergleichende Physiologie der Pflanzen- und Thierwelt. Band 1, Paul Neff, Stuttgart 1837 (Digitalisat) – Friedrich M. Duttenhofer.
  - Band 4: Peter Mark Roget: Die Erscheinungen und Gesetze des Lebens, oder populäre vergleichende Physiologie der Pflanzen- und Thierwelt. Band 2, Paul Neff, Stuttgart 1837 (Digitalisat) – Friedrich M. Duttenhofer.
  - Band 5: William Buckland: Die Urwelt und ihre Wunder. Paul Neff, Stuttgart 1837 (Digitalisat) – übersetzt von Friedrich Werner.
  - Band 6: William Whewell: Die Sternenwelt, als Zeugniß für die Herrlichkeit des Schöpfers. Paul Neff, Stuttgart 1837 (Digitalisat) – übersetzt von Gustav Plieninger (1808–1886).
  - Band 7: William Kirby: Die Thierwelt als Zeugnis für die Herrlichkeit des Schöpfers. Paul Neff, Stuttgart 1838 (Digitalisat) – übersetzt von Friedrich Oesterlen.
  - Band 8: John Kidd: Der menschliche Körper und sein Verhältnis zur äußeren Natur. Paul Neff, Stuttgart 1838 (Digitalisat) – übersetzt von Gustav Plieninger (1808–1886).
  - Band 9: Thomas Chalmers: Die innere Welt. Paul Neff, Stuttgart 1838 (Digitalisat) – übersetzt von Gustav Plieninger (1808–1886).

## Rezeption
Einige Werke nahmen forthin einen hohen Stellenwert in der apologetischen Literatur ein. Eine erwähnenswerte Kritik stammt von Edgar Allan Poe. Der Anatom Robert Knox verulkte die Reihe als Bilgewater Treatises (Bilgewasser-Traktat), was als Juxbegriff unter anderem in Briefen Charles Darwins vorzufinden ist. Als Trittbrettfahrer der Reihe veröffentlichte Charles Babbage einen von ihm als The ninth Bridgewater treatise bezeichneten Text.